# Chevêchette du Guatemala
Glaucidium cobanense
Espèce
Statut de conservation UICN

 LC  : Préoccupation mineure
La Chevêchette du Guatemala (Glaucidium cobanense) est une espèce d'oiseaux de la famille des Strigidae, autrefois considérée comme une sous-espèce de Glaucidium gnoma.

## Description
Il existe deux morphes de la chevêchette du Guatemala : la première est la forme rousse, la seconde est la forme brune. La forme rousse est la plus répandue.

### Forme rousse
Les chevêchettes du Guatemala de la forme rousse ont un disque facial chamois avec des stries plus foncées qui partent des yeux et qui vont jusqu'au bord du disque. La tête, les côtés de la tête et la nuque sont roux. Comme la plupart des chevêchettes, une paire de points noirs bordés de blanc, ressemblant à des yeux se trouvent sur la nuque. Ces taches sont des ocelles. Elles possèdent un collier crème autour du cou et un poitrail blanchâtre avec de fortes stries rousses. Les côtés du poitrail tendent plutôt vers le cannelle. La queue est brun-roux avec 5 à 8 barres crème. Le dos et les ailes sont roux vif, avec quelques fines barres blanchâtres bordées de noir pour les ailes. Les sourcils, les lores et le menton sont crème et le bec, les pattes et l'iris sont jaune pâle.

### Forme brune
Les chevêchettes du Guatemala de la forme brune sont similaires à celles de la forme rousse mais la coloration générale de leur plumage est plutôt brune voire grise et les taches claires sont plus blanches.
Les deux formes font généralement entre 16 et 18 cm de longueur et ont une envergure généralement comprise entre 22 à et 26 cm.

## Répartition

Aire de répartition de la chevêchette du Guatemala.

Son aire de répartition s'étend de l'État de Chiapas, au Mexique, jusqu'au Honduras en passant par le Guatemala.

## Habitat
La chevêchette du Guatemala vit en altitude, généralement entre 1 500 et 4 000 m, et, rarement entre 1 200 et 1 500 m. Elle fréquente les forêts de nuage, des forêts tropicales très humides et en hauteur.

## Comportement

### Habitudes
Les chevêchettes du Guatemala sont en partie diurnes, leurs activités se concernent essentiellement à l'aube et au crépuscule. Ce ne sont généralement pas des oiseaux migrateurs, cependant, il leur arrive d'aller plus ou moins en altitude en fonction des saisons.

### Alimentation
Ces chouettes se nourrissent principalement d'insectes et de petits vertébrés.

### Reproduction
Leurs nids se trouvent principalement dans de petits trous dans les arbres dans lesquels les femelles pondent 3 ou 4 œufs blancs par saison. La durée d'incubation des œufs n'est pas encore bien connue.

## Statut
Le nombre de couples reproducteur est en déclin, cependant, l'UICN classe le statut de conservation de la chevêchette du Guatemala comme « préoccupation mineure ».